# Euroescepticismo en el Reino Unido
El euroescepticismo británico es un continuo de creencias que va desde la oposición a determinadas políticas de la Unión Europea hasta la oposición total a la membresía del Reino Unido en la Unión Europea. Ha sido un pensamiento significativo en la política del Reino Unido. Una encuesta del Eurobarómetro de 2009 realizada a ciudadanos de la UE mostró que el apoyo a la pertenencia a la Unión Europea era más bajo en el Reino Unido, Letonia y Hungría.
El porcentaje de apoyo a la UE han sido históricamente más bajos en el Reino Unido que en la mayoría de los estados miembros.[cita requerida] Los británicos son los que tienen menos probabilidades de sentir un sentido de identidad europea, y la soberanía nacional también se considera más importante para los británicos en comparación a la población de otras naciones de la UE.[cita requerida] Además, el Reino Unido fue el estado miembro de la UE menos integrado, con cuatro 'opt-outs' (la mayor cantidad entre todos los estados miembros de la UE).
En 1975 se celebró un referéndum sobre la pertenencia del Reino Unido a la Comunidad Europea, y la mayoría votó a favor de la permanencia del país en la CE (que posteriormente se convirtió en la Unión Europea ). En 2016 se celebró un referéndum sobre la pertenencia a la UE, en el que la mayoría de los votantes votó por abandonar la Unión Europea .
La decisión del electorado de votar a favor del Brexit marca la primera vez en la historia que un estado miembro decidió abandonar la Unión Europea. En consecuencia, el Reino Unido abandonó formalmente la UE el 31 de enero de 2020.